# 4156 Okadanaboru
4156 Okadanaboru là một tiểu hành tinh vành đai chính với chu kỳ quỹ đạo là 1621.6065012 ngày (4.44 năm).
Nó được phát hiện ngày 16 tháng 1 năm 1988.